# Huntsman
El Huntsman es una combinación de quesos ingleses, concretamente Stilton y Gloucester, que se disponen en capas alternas en un proceso artesanal y muy laborioso. El Huntsman es elaborado en Melton Mowbray por Long Clawson Dairy, siendo una marca registrada.
Hay muchas copias en el mercado, incluyendo el Stilchester.